# Abdoulie Jallow (Politiker)
Abdoulie Jallow (* 3. Februar 1962) ist ein gambischer Politiker.

## Leben
| Parlamentswahl | Stimmen    | Stimmanteil |
| -------------- | ---------- | ----------- |
| 2002           | einstimmig | 100,00 %    |

Abdoulie Jallow trat als Kandidat der Alliance for Patriotic Reorientation and Construction (APRC) bei den Parlamentswahlen in Gambia 2002 im Wahlkreis Upper Niumi an. Mangels Gegenkandidaten erlangte er einen Sitz in der Nationalversammlung. Bei den Wahlen 2007 trat Jallow nicht an.